# Christopher Addison, 1:e viscount Addison
Christopher Addison, 1:e viscount Addison, född 19 juni 1869 i Hogsthorpe, Lincolnshire, död 11 december 1951, var en engelsk läkare och politiker.

## Biografi
Addison var professor i anatomi vid University college i Sheffield och från 1901 vid universitetet i Cambridge samt under flera år utgivare av Quarterly medical journal. 
Efter denna framgångsrika bana som vetenskapsman och läkare invaldes han 1910 i underhuset, där han tillhörde liberalerna. 1914 blev han parlamentssekreterare i undervisningsdepartementet, 1915 i den nyinrättade ammunitionsministeriet (under Lloyd George) och 1916 chef för detta departement (ammunitionsminister). 1917 blev han chef för ministeriet för återuppbyggandet, där han ådrog sig angrepp för en kostsam byggnads- och arbetslöshetspolitik. 
Han var en kort tid januari-juni 1919 kommunalminister (president i Local Government Board), och överflyttades i juni 1919 till hälsovårdsdepartementet, för vars angelägenheter han alltid visat stort intresse. Han avgick från chefskapet i mars 1921, var mars-juli 1921 minister utan portfölj. Han åtnjöt Lloyd Georges förtroende, men utsattes som hälsovårdsminister för skarp kritik i underhuset.
Bland Addisons skrifter märks The Betrayal of the Slums (1922) och Politics from Within (1924). Han utgav också ett stort antal skrifter i anatomi.